# Red Rat
Red Rat est un personnage de bande dessinée, créé en octobre 1980, par le néerlandais Johannes van de Weert.

## Biographie fictive
Au travers des instants de vie et de luttes, la bd met en scène les péripéties vécues par un petit rongeur coiffé d'une crête de punk, à la naïveté touchante, qui évolue dans une société violente et hostile.
Tout commence le 30 avril 1980. On fête le couronnement de la nouvelle reine Beatrix (reine des Pays-Bas). Mais des manifestations et des émeutes éclatent à Amsterdam pour protester contre les dépenses engendrées par cette cérémonie. La police réagit alors violemment, utilisant hélicoptères, lacrymos et armes à feu.
Passant d’un milieu social à un autre, la souris découvre une société encore marquée par la lutte des classes. Il y a d’un côté les rats, plutôt les opprimés, et de l’autre des porcs obèses, personnifiant les dominants exploiteurs. Chaque histoire raconte un fait politique plus ou moins marquant, tel que le mouvement des squats avec les provos. Red Rat participe aux luttes antimilitaristes et antinucléaires. Il critique le
monde du travail et des loisirs. Trois décennies d’histoire politique et sociale des Pays-Bas sont ainsi retracées avec humour.

## Publications
La traduction française par Willem est publiée sous le titre Les aventures de Red Rat, par les Éditions Le monde à l'envers en co-édition avec Black-star (s)éditions en 2016 et 2017, présentation éditeur.
- Tome 1, 204 pages, 2016, (OCLC 957666403), (BNF 45068359),  (ISBN 979-10-91772-11-2), présentation éditeur[4].

- Tome 2, 152 pages, 2016, (OCLC 965366913), (BNF 45134779),  (ISBN 979-10-91772-12-9).

- Tome 3, 280 pages, 2017,  (ISBN 979-10-91772-13-6).

- Intégrale, coffret 3 volumes, 2017,  (ISBN 979-10-91772-15-0).

## Hommages
- Le tome 1 fait partie de la sélection patrimoine du Festival d'Angoulême 2017[5],[6]